# Avenida Engenheiro Caetano Álvares
A Avenida Engenheiro Caetano Álvares é uma importante via de ligação da cidade de São Paulo. Localiza-se nos distritos do Limão, Casa Verde, Santana e Mandaqui, na zona norte. Foi construída em 1970.
Essa avenida encontra-se com importantes vias da Zona Norte, como Avenida Casa Verde, Avenida Imirim, Avenida Mandaqui, Avenida Direitos Humanos, Rua Conselheiro Moreira de Barros e Rua Voluntários da Pátria. Inicia-se na Avenida Otaviano Alves de Lima (Marginal Tietê).

## Sobre Caetano Álvares
O engenheiro João Caetano Alvares Jr. nasceu em 18 de dezembro de 1894. Formou-se pela Escola Politécnica em 1917.  Foi responsável por obras de grande vulto em concreto armado, especialmente pontes, obras hidáulicas, viadutos da Via Anchieta, pontes sobre o Rio Tietê e Paranapanema, usinas hidrelétricas (Iapuçu e Salto Grande). Como Secretário de Obras da Prefeitura de São Paulo no governo Jânio Quadros, realizou o chamado “Plano de Emergência”, que visava a melhorar especialmente as ruas da periferia e dos meios de acesso aos bairros, com obras de pavimentação.
Também foi Conselheiro do Banco Nacional do Desenvolvimento Econômico de abril de 1961 a julho de 1962. Foi presidente do Sindicato das grandes estruturas e presidente do Conselho do Departamento de Águas e Esgotos. Na iniciativa privada, organizou em 1945 a Pedreira Cantareira, da qual foi superintendente até falecer, em 1967.

## Pontos de Interesse
- Sede do jornal O Estado de S. Paulo, também conhecido como Estadão
- Escola Norte Pionneiro
- Hotel Millenium‎
- RX Multimarcas(comercio de veículos)
- Biblioteca Pedro da Silva Nava
- Sede da GRCSES Império de Casa Verde
- Fórum de Santana (ao invés de estar dentro do distrito de Santana, este fórum situa-se na divisa entre a Casa Verde e o Limão - antes, localizava-se na Avenida Cruzeiro do Sul, no Centro de Santana)

### Lazer
Em fevereiro de 2009 foi feita a revitalização da avenida. Depois desse processo que custou R$ 400 mil, tornou-se mais um espaço de lazer para os moradores da região.
Com uma pista de mais de 2,2 quilômetros no canteiro central, áreas com equipamentos de ginástica e 30 árvores plantadas, a avenida agora também é frequentada à noite, graças à instalação de novos postes de iluminação.
Estas mudanças atraíram muitos empreendedores a abrirem seus negócios por ali. Em 2017, a avenida já contava grande variedade de bares e restaurantes de diferentes tipos em grande parte de sua extensão, provendo estabelecimentos de qualidade aos moradores da região. 

Fotos da avenida
|                                                  |                            |                  |                                                           |
|                                                  |                            |                  |                                                           |
| Início da avenida e ligação com a Marginal Tietê | Fim da avenida no Mandaqui | Lazer na avenida | Fórum de Santana entre os distritos de Casa Verde e Limão |

|                        |
|                        |
| Localização da avenida |